# بيرسونا 5
بيرسونا 5 (بالإنجليزية: Persona 5) (باليابانية: ペルソナ5)، هي لعبة فيديو تقمص الأدوار تم تطويرها عام 2016 من قبل P-Studio ونشرت بواسطة Atlus. اللعبة هي الجزء السادس في سلسلة بيرسونا، والتي تعتبر جزءًا من امتداد أكبر يُعرف ب ميغامي تنسي. تم إصدارها لأجهزة PlayStation 3 وPlayStation 4 في اليابان في سبتمبر 2016 وعلى مستوى العالم في أبريل 2017. نُشرت اللعبة بواسطة Atlus في اليابان وأمريكا الشمالية، وبواسطة Deep Silver في المناطق الخاصة بـPAL. صدرت نسخة محسنة تحتوي على محتوى جديد تحت اسم بيرسونا 5 رويال، لجهاز PlayStation 4 في اليابان في أكتوبر 2019 وعلى مستوى العالم في مارس 2020. تم نشرها بواسطة Atlus في اليابان وعلى مستوى العالم بواسطة شركتها الأم Sega. تم إصدار بيرسونا 5 رويال لاحقًا لأجهزة Nintendo Switch ، PlayStation 5 ، Windows ، Xbox One ، وXbox Series X/S في أكتوبر 2022.     
بحلول أبريل 2023، بلغت مبيعات "بيرسونا 5" (بما في ذلك بيرسونا 5 رويال) أكثر من 7.2 مليون وحدة، مما جعلها الإصدار الأكثر مبيعًا في سلسلة ميغامي تنسي. كما تم إنتاج العديد من الأعمال الإعلامية المتعلقة، بما في ذلك أربع ألعاب فرعية:Dancing in Starlight، Persona 5 Strikers، Persona 5 Tactica ، و Persona 5: The Phantom X، بالإضافة إلى المانغا والأنمي. كما ظهر طاقم اللعبة في ألعاب أخرى، حيث ظهر "جوكر" كشخصية قابلة للعب في لعبة القتال التجميعية لعام 2018 سوبر سماش برذرز ألتميت.

## طريقة اللعب
يتقمص اللاعب دور طالب ثانوي ، يعرف بالاسم الرمزي "جوكر"، يعيش عامًا واحدًا أثناء دراسته في طوكيو المعاصرة. تدار اللعبة وفق نظام دورة الليل والنهار وأنظمة الطقس التي تحدد السلوك العام، بطريقة مشابهة لألعاب المحاكاة الاجتماعية. يتخلل العام أحداث مبرمجة وعشوائية بينما يحضر "جوكر" المدرسة، وخارج المدرسة يمكنه الحصول على وظائف بدوام جزئي، ممارسة أنشطة ترفيهية، أو صنع عناصر للقتال. أنشطة "جوكر" في العالم الواقعي تؤثر على إحصائياته الاجتماعية؛ حيث تؤدي زيادة هذه القيم إلى منحه أنشطة وخيارات إضافية. عندما يكون في العالم الواقعي، يمكن لـ "جوكر" تطوير علاقات شخصية تعرف بـ "المقربين"؛ وهي تطور لنظام "الرابط الاجتماعي" من "بيرسونا 3" و "بيرسونا 4". من خلال هذا النظام، يمكنه التحدث مع شخصيات أخرى يلتقي بها وتحسين علاقته بهم، حيث يمكن أن تؤدي بعض هذه العلاقات إلى علاقات رومانسية محتملة. تحسين درجات "المقربين" مع أعضاء الفريق يفتح قدرات متنوعة للاستخدام في القتال. تحسين الدرجات مع "الثقات" الذين ليسوا جزءًا من الفريق يمنح مكافآت أخرى، مثل الوصول إلى معدات جديدة أو تعزيز مكاسب نقاط الخبرة.